# Diocesi di Tracula
La diocesi di Tracula (in latino: Dioecesis Traculena) è una sede soppressa del patriarcato di Costantinopoli e una sede titolare della Chiesa cattolica.

## Storia
Tracula, identificabile con Darkale nell'odierna Turchia, è un'antica sede episcopale della provincia romana della Lidia nella diocesi civile di Asia. Faceva parte del patriarcato di Costantinopoli ed era suffraganea dell'arcidiocesi di Sardi.
La diocesi è documentata in una sola Notitia Episcopatuum del patriarcato di Costantinopoli, databile alla fine del X secolo, con il doppio nome di «Gaudea o Tracula» (Γαυδείας ήτοι Τρακούλων).
Di questa diocesi, ignota a Michel Le Quien nella sua opera Oriens christianus, sono noti quattro vescovi. Leone figura tra i prelati che presero parte al secondo concilio di Nicea nel 787. Un sigillo, databile al IX secolo, riporta il nome del vescovo Eutimio. Costantino prese parte al concilio di Costantinopoli dell'879-880 che riabilitò il patriarca Fozio. Nel 1216 si celebrò ad Efeso un sinodo della provincia ecclesiastica efesina, in relazione all'elezione del patriarca Massimo II; al sinodo presero parte anche alcuni vescovi delle province ecclesiastiche vicine, tra cui il vescovo di Tracula, di cui però non è fatto il nome.
Dal 1933 Tracula è annoverata tra le sedi vescovili titolari della Chiesa cattolica; la sede è vacante dal 25 dicembre 1966. Titolari di questa sede sono stati John Colburn Garner vicario apostolico di Pretoria in Sudafrica, e John van Sambeek, già vescovo di Kigoma in Tanzania.

## Cronotassi

### Vescovi greci
- Leone † (menzionato nel 787)
- Eutimio † (IX secolo)
- Costantino † (menzionato nell'879)
- Anonimo † (menzionato nel 1216)

### Vescovi titolari
- John Colburn Garner † (9 aprile 1948 - 11 gennaio 1951 nominato arcivescovo di Pretoria)
- John van Sambeek, M.Afr. † (22 novembre 1957 - 25 dicembre 1966 deceduto)